# Stazione di Shimbashi
La Stazione di Shinbashi (新橋駅?, Shimbashi-eki) è una stazione ferroviaria di Tokyo, si trova a Minato.

## Storia
Shimbashi era in origine il termine della prima ferrovia giapponese: la Linea principale Tōkaidō. La stazione di Shimbashi è una delle più antiche stazioni del Giappone (la più antica è la Stazione di Shinagawa), essendo stata inaugurata il 10 ottobre 1872 in un edificio poco distante da quello attuale chiamato Shimbashi Teishajō (新橋停車場?).
L'attuale stazione è stata portata a termine nel 1909, con il nome Stazione di Karasumori (烏森駅?, Karasumori-eki) per la Linea Yamanote. Con l'estensione della Linea Tokaido fino alla Stazione di Tokyo la vecchia stazione fu demolita e la Karasumori venne ribattezzata Shimbashi.
La stazione fu dichiarata monumento nazionale nel 1996.

## Linee

### Treni
East Japan Railway Company
■ Linea Yamanote
■ Linea Yokosuka
■ Linea Keihin-Tōhoku
■ Linea Tōkaidō, con treni provenienti da:
■ Linea Takasaki (servizi diretti dal 14 marzo 2015)
■ Linea Utsunomiya (servizi diretti dal 14 marzo 2015)
■ Linea Jōban (servizi diretti dal 14 marzo 2015)

### Metropolitana
Tokyo Metro
 Linea Ginza
Toei
 Linea Asakusa

### People Mover
Yurikamome